# Zofia Grabska
Zofia Grabska (ur. 10 maja 1913 w Dopiewie, zm. 24 lutego 1999 w Chodzieży) – polska działaczka społeczna i nauczycielka.

## Życiorys
Była córką urzędnika Stanisława Grabskiego i Marianny ze Staniszewskich. Uczęszczała do szkoły ludowej w Lubaszu, następnie do gimnazjum w Chodzieży; tam zdała w 1934 maturę. Pozostawała przez pewien czas bez zatrudnienia, a zarazem warunki materialne rodziców uniemożliwiały jej kontynuowanie nauki; dysponując wolnym czasem zaangażowała się w szereg inicjatyw społecznych. Społecznie pracowała w wypożyczalni książek Towarzystwa Czytelni Ludowych w Chodzieży, a także organizowała żeńską drużynę samarytańsko-pożarniczą przy Miejskiej Straży Pożarnej (brak najwyższego stopnia instruktorskiego uniemożliwił jej otrzymanie etatu instruktorki powiatowej). Była członkinią orkiestry symfonicznej i amatorskiego chóru „Halka”.
W latach 1937–1939 kształciła się w Państwowym Pedagogium w Poznaniu, którego dyplom, uprawniający do pracy w charakterze nauczyciela szkół powszechnych, uzyskała tuż przed wybuchem II wojny światowej. W grudniu 1939 razem z rodzicami i rodzeństwem została wysiedlona do Włoszczowy. Tam włączyła się w akcję tajnego nauczania, przez krótki czas dochodząc i ucząc w miejscowym getcie. Udzielała też lekcji gry na skrzypcach. W schyłkowym okresie okupacji skierowana została do pracy przymusowej w stołówce niemieckiej.
W marcu 1945 powróciła do Chodzieży. Podjęła niebawem pracę w chodzieskim Liceum Ogólnokształcącym, którą łączyła ze studiami (w trybie stacjonarnym) na Uniwersytecie Poznańskim. W 1950 uzyskała dyplom magistra filozofii w zakresie geografii. W tymże roku przeszła do pracy w Pile, gdzie przez trzy lata uczyła w Technikum Handlowym. W latach 1953–1956 była wychowawczynią w internacie Technikum Przemysłu Mięsnego i Drobiarskiego w Poznaniu, w 1957, ponownie w Technikum Handlowym w Pile, kierowała internatem. W 1957 powróciła do pracy w Liceum Ogólnokształcącym w Chodzieży, gdzie prowadziła zajęcia z biologii i geografii, a także wychowania muzycznego. Prowadziła szkolny chór i zespół instrumentalny, przygotowywała oprawę muzyczną uroczystości szkolnych. Pracowała także w liceum dla pracujących. W 1970 przeszła na emeryturę, ale jeszcze przez trzy lata pracowała w chodzieskiej szkole w niepełnym wymiarze godzinowym.
Jako emerytka przystąpiła do zespołu wokalno-instrumentalnego w Chodzieży, który później otrzymał nazwę „Seniorki”. Była w nim skrzypaczką. Razem z zespołem występowała m.in. w Chodzieży, Pile i Bydgoszczy. 
Była wieloletnią członkinią Towarzystwa Miłośników Ziemi Chodzieskiej. Opracowała kilka artykułów poświęconych historii Chodzieży, ogłoszonych na łamach miejscowej prasy (m.in. o działalności Związku Pracy Obywatelskiej Kobiet w latach międzywojennych czy o polskich działaniach niepodległościowych w Chodzieży na przełomie XIX i XX wieku). Pisała także o postaciach zasłużonych dla lokalnej społeczności: ks. Ignacym Czechowskim i Stefanie Michalskim. Z jej inicjatywy w 1991 Miejska Biblioteka Publiczna w Chodzieży otrzymała imię tego ostatniego – lekarza, społecznika i bibliotekarza. Uczestniczyła w pracach przygotowawczych do jubileuszu 550-lecia uzyskania przez Chodzież praw miejskich. Była także w gronie inicjatorów uhonorowania tablicą pamiątkową osiemnastu chodzieskich policjantów, zamordowanych przez hitlerowców we wrześniu 1939 (tablicę odsłonięto 18 września 1993). Przez wiele lat działała w Związku Nauczycielstwa Polskiego.
Była odznaczona m.in. Krzyżem Kawalerskim Orderu Odrodzenia Polski (1982), Medalem Komisji Edukacji Narodowej (1976), Medalem Zwycięstwa i Wolności 1945 (1980), Złotą Odznaką Związku Nauczycielstwa Polskiego oraz odznaką ZNP za tajne nauczanie, odznaką honorową „Za zasługi dla miasta Chodzieży”, a także innymi odznakami i medalami pamiątkowymi za działalność społeczną i pracę zawodową.
Nie założyła rodziny. Zmarła w Chodzieży 24 lutego 1999.